# 展枝过路黄
展枝过路黄（学名：Lysimachia brittenii）为报春花科珍珠菜属的植物，是中国的特有植物。分布在中国大陆的湖南、湖北等地，生长于海拔500米至1,000米的地区，多生在山坡草地及山谷中，目前尚未由人工引种栽培。